# 盧鈺樺
盧鈺樺（1997年10月16日—），臺灣高雄市人，現為台灣棋院職業五段圍棋棋士。

## 生平
6歲開始學圍棋，啓蒙老師為施明來、彭立春；小學三年級起，師從陳憲輝；國一時加入台灣棋院第一屆南部分院，為期一年；先後受業於秦士、林修平、劉耀文等職棋老師。

## 升段紀錄
- 2019年01月01日 初入段
- 2019年 10月18日 晉升職業三段（第2屆大森盃全國女子職業圍棋錦標賽 冠軍 跳升）
- 2022年03月08日 晉升職業四段
- 2024年08月16日 晉升職業五段

## 主要戰績

### 業餘
- 2010年 第12屆全國女子圍棋賽 亞軍
- 2011年 第13屆全國女子圍棋賽 亞軍
- 2012年：
  - 第2屆世界智力運動會圍棋團體賽銀牌、混雙賽 銅牌
  - 第23回國際業餘配對台灣代表選拔賽 冠軍
- 2013年 第8屆全國運動會圍棋女子團體賽 銅牌、混雙賽 銅牌
- 2018年：
  - 第6屆九華山地藏王盃全國圍棋公開賽六段組 冠軍
  - 第14屆中山盃全國圍棋錦標賽六、七段組 冠軍

### 職業
- 2019年：
  - 財團法人九華山地藏庵108年職業圍棋女子菁英賽 亞軍
  - 第2屆大森盃全國女子職業圍棋錦標賽 冠軍
- 2020年 第6屆健喬盃女子圍棋最強戰  亞軍[2]
- 2021年：
  - 第7屆健喬盃女子圍棋最強戰 冠軍[3]
  - 第4屆大森盃全國女子職業圍棋錦標賽  冠軍
- 2022年：
  - 第4屆扇兴杯世界女子围棋最强战 亞軍[4]
  - 第8屆健喬盃女子圍棋最強戰 亞軍
  - 第5屆大森盃全國女子職業圍棋錦標賽  冠軍（二連霸）
- 2023年：
  - 第9屆健喬盃女子圍棋最強戰 亞軍
  - 第6屆大森盃全國女子職業圍棋錦標賽  冠軍（三連霸）
- 2024年：
  - 第10屆健喬盃女子圍棋最強戰 冠軍